# О’Брайен, Джим (баскетболист, 1949)
Джеймс Дж. «Джим» О’Брайен (англ. James J. "Jim" O'Brien; род. 9 апреля 1949 года в Бруклине, Нью-Йорк, США) — американский профессиональный баскетболист и тренер, выступавший в Американской баскетбольной ассоциации, отыграв четыре из девяти сезонов её существования. В качестве тренера работал лишь в студенческих командах.

## Ранние годы
Джим О’Брайен родился 9 апреля 1949 года в Бруклине, самом густонаселённом боро Нью-Йорка, там же он посещал подготовительную среднюю школу Сент-Фрэнсис, в которой играл за местную баскетбольную команду.

## Тренерская карьера
Джим был тренером студенческой команды Университета Святого Бонавентуры (1982—1986), Бостонского колледжа (1986—1997), Университета штата Огайо (1997—2004) и Колледжа Эмерсон.